# Contea di Big Horn (Montana)
La contea di Big Horn (in inglese Big Horn County) si trova in Montana, negli Stati Uniti. Il suo capoluogo amministrativo è Hardin.

## Geografia fisica
La contea ha un'area di 12.988 km² di cui lo 0,40% è coperto d'acqua.
La riserva dei Crow copre il 64,2% dell'area e la riserva dei Cheyenne ne copre un altro 6,27%.

### Contee confinanti
- Contea di Treasure - nord
- Contea di Rosebud - nord-est
- Contea di Powder River - est
- Contea di Sheridan (Wyoming) - sud
- Contea di Big Horn (Wyoming) - sud-ovest
- Contea di Carbon - ovest
- Contea di Yellowstone - nord-ovest

### Evoluzione demografica

Situazione demografica

## Storia
La contea fu istituita nel 1913.

## Città

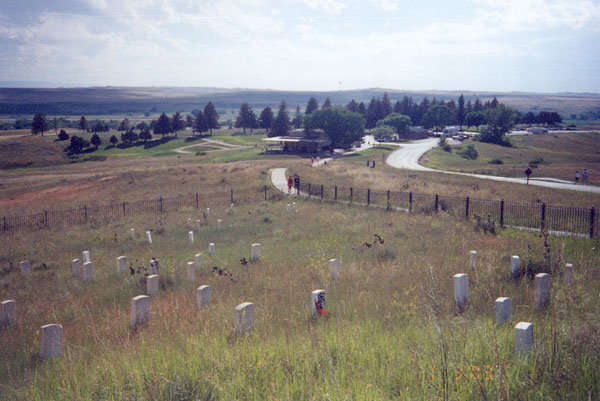
Il cimitero di guerra del Little Big Horn

- Hardin - city (capoluogo)
- Lodge Grass - town

## Strade principali
- Interstate 90
- U.S. Route 87
- U.S. Route 212
- Montana Highway 47

## Politica
| Anno | Democratici | Repubblicani | Altri |
| ---- | ----------- | ------------ | ----- |
| 2004 | 51,4%       | 47%          | 1,6%  |
| 2000 | 56,4%       | 39,7%        | 3,9%  |
| 1996 | 57,9%       | 31,5%        | 10,6% |
| 1992 | 49%         | 31,3%        | 19,6% |
| 1988 | 56%         | 42,9%        | 1%    |

## Musei
- Big Horn County Museum, su museumonthebighorn.org. URL consultato il 21 maggio 2007 (archiviato dall'url originale il 9 giugno 2007).
- Custer Battlefield Museum, su custermuseum.org. URL consultato il 30 giugno 2020 (archiviato dall'url originale il 4 luglio 2018).
- Chief Plenty Coups Museum